# Parkersburg (Iowa)
Parkersburg ist eine Kleinstadt (mit dem Status „City“) im Butler County im US-amerikanischen Bundesstaat Iowa. Das U.S. Census Bureau hat bei der Volkszählung 2020 eine Einwohnerzahl von 2.015 ermittelt.

## Geografie
Parkersburg liegt im mittleren Nordosten Iowas am Beaver Creek, der über den Cedar River und den Iowa River zum Stromgebiet des Mississippi gehört. Dieser bildet rund 150 km westlich die Grenze Iowas zu Wisconsin und Illinois. Die Grenze zu Minnesota verläuft rund 110 km nördlich von Parkersburg.
Die geografischen Koordinaten von Parkersburg sind 42°34′39″ nördlicher Breite und 92°47′13″ westlicher Länge. Die Stadt erstreckt sich über eine Fläche von 3,68 km² und liegt zum größten Teil in der Albion Township sowie zu einem kleineren Teil in der Monroe Township.
Nachbarorte von Parkersburg sind Allison (20,3 km nördlich), New Hartford (14,4 km östlich), Stout (11,7 km südöstlich), Holland (23,9 km südlich), Wellsburg (27,6 km südwestlich), Aplington (8,6 km westlich) und Kesley (18,9 km nordwestlich).
Die nächstgelegenen größeren Städte sind Dubuque an der Schnittstelle der Staaten Iowa, Wisconsin und Illinois (193 km östlich), Waterloo (44,4 km ostsüdöstlich), Cedar Rapids (134 km südöstlich), die Quad Cities in Iowa und Illinois (262 km in der gleichen Richtung), Iowas Hauptstadt Des Moines (155 km südwestlich), die Twin Cities in Minnesota (Minneapolis und Saint Paul) (298 km nördlich), Rochester in Minnesota (180 km nordnordöstlich), La Crosse in Wisconsin (252 km nordöstlich) und Wisconsins Hauptstadt Madison (339 km ostnordöstlich).

## Verkehr
Die Iowa State Highways 57 und 14 treffen im Zentrum von Parkersburg zusammen. Alle weiteren Straßen sind untergeordnete Landstraßen, teils unbefestigte Fahrwege sowie innerörtliche Verbindungsstraßen.
Durch Parkersburg verläuft parallel zum IA 57 eine Eisenbahnlinie für den Frachtverkehr der Canadian National Railway (CN).
Der nächste Flughafen ist der 37 km östlich gelegene Waterloo Regional Airport, von wo aus durch Zubringerflüge mehrerer Fluggesellschaften Anschluss an die Großflughäfen Chicago O’Hare und Minneapolis-Saint Paul besteht.

## Geschichte
Nachdem sich im Gebiet der heutigen Stadt im Jahr 1857 erstmals Weiße angesiedelt hatten, wurde der Ort in den 1860er Jahren an das Eisenbahnnetz der Illinois Central und der Chicago Northwestern angeschlossen. Die Siedlung wurde nach dem Siedler und erstem Posthalter Pascal P. Parker benannt. Im Dezember des Jahres 1874 wurde Parkersburg mit Wirkung vom Januar 1875 als selbstständige Kommune inkorporiert. Bei einem Großbrand wurden im Jahr 1893 die meisten damals aus Holz errichteten Gebäude zerstört, was beim darauf folgenden Wiederaufbau zur Errichtung von stabileren Ziegelbauten führte.

## Bevölkerung
Nach der Volkszählung im Jahr 2010 lebten in Parkersburg 1870 Menschen in 779 Haushalten. Die Bevölkerungsdichte betrug 508,2 Einwohner pro Quadratkilometer. In den 779 Haushalten lebten statistisch je 2,4 Personen.
Ethnisch betrachtet setzte sich die Bevölkerung zusammen aus 99,0 Prozent Weißen, 0,2 Prozent Afroamerikanern, 0,2 Prozent Asiaten sowie 0,1 Prozent aus anderen ethnischen Gruppen; 0,5 Prozent stammten von zwei oder mehr Ethnien ab. Unabhängig von der ethnischen Zugehörigkeit waren 1,0 Prozent der Bevölkerung spanischer oder lateinamerikanischer Abstammung.
27,0 Prozent der Bevölkerung waren unter 18 Jahre alt, 54,9 Prozent waren zwischen 18 und 64 und 18,1 Prozent waren 65 Jahre oder älter. 51,9 Prozent der Bevölkerung waren weiblich.
Das mittlere jährliche Einkommen eines Haushalts lag bei 53.409 USD. Das Pro-Kopf-Einkommen betrug 23.595 USD. 8,6 Prozent der Einwohner lebten unterhalb der Armutsgrenze.

## Bekannte Bewohner
- Edwin Thompson Jaynes (1922–1998) – Physiker – aufgewachsen in Parkersburg
- William W. McCredie (1862–1935) – republikanischer Abgeordneter des US-Repräsentantenhauses (1909–1911) – arbeitete mehrere Jahre als Lehrer in Parkersburg